# Мамбет (Западно-Казахстанская область)
Мамбе́т (каз. Мəмбет), до 1994 года село Большеви́к  — село в Бокейординском районе Западно-Казахстанской области Казахстана. Входит в состав Сайхинского сельского округа. Код КАТО — 275430200. В 1994 году село Большевик было переименовано в аул Мамбет.

## Состав населённого пункта
На территории села имеется 1 улица, кроме того к селу официально приписаны расположенные в его окрестностях 20 чабанских зимовок:  Аксай, Бруцеллёз, Гришка (2 дома), Далбын (2 дома), Жана, Комплекс (3 дома), Коян, Кумак, Кумкудык, Молотов (3 дома), Муса, Сад (2 дома), Саралжын (2 дома), Сатан, Сертек, Туекыстау (2 дома), Узынкул (2 дома), Унгысын, Шолтыр, Разъезд 340 (2 дома).

## Население
В 1999 году население села составляло 456 человек (243 мужчины и 213 женщин). По данным переписи 2009 года, в селе проживало 276 человек (153 мужчины и 123 женщины).